# Холсхёйсен, Джонни
Джонни Холсхёйсен (нидерл. Johnny Holshuijsen; родился 28 октября 1961 года, Амстердам) — нидерландский футболист, нападающий и полузащитник. Выступал за «Аякс», «Зволле» и «Волендам».

## Биография
Джон Холсхёйсен родился 28 октября 1961 года в городе Амстердам. Футболом Джонни увлёкся ещё в детстве, как и многие другие дети он играл в футбол на улице.
«Мне было тогда семь лет. Мы играли в футбол на улице Сюматрастрат, в Индийском районе Амстердама…»Джон Холсхёйсен (сентябрь 1980)
В момент появления Холсхёйсена в «Аяксе», его дедушка работал сторожем на стадионе «Де Мер». Многие тогда посчитали, что в команде Джон появился благодаря своему деду. В «Аяксе» Джонни дебютировал 3 октября 1979 года в первом раунде Кубка европейских чемпионов против финского ХИК’а, на тот момент Холсхёйсену было всего 17 лет. В игре юный форвард вышел на замену на 79-й минуте вместо полузащитника Дика Схунакера, к тому времени амстердамцы вели 7:0. Окончательный счёт в матче зафиксировал победу «Аякса» со счётом 8:1. Вскоре, главный тренер Лео Бенхаккер доверил нападающему место в основном составе. Дебют Джонни в Высшем дивизионе Нидерландов состоялся 12 января 1980 года на стадионе «Де Мер» в матче против «Виллема», завершившемся разгромной победой амстердамцев со счётом 7:1. Холсхёйсен считался талантливым игроком, но его карьера в «Аяксе» не удалась из-за постоянных травм. Всего, в составе амстердамцев он провёл всего два матча в чемпионате, а также одну игру в Кубке Нидерландов против ПСВ.
Летом 1981 года Холсхёйсен стал игроком клуба «Зволле». В команде он дебютировал 15 августа в матче чемпионата Нидерландов против «Де Графсхапа», закончившемся домашней победой «Зволле» со счётом 3:1. Примечательно, что свой первый гол за клуб Джонни забил именно своей бывшей команде «Аяксу», но тот гол не помог «Зволле» избежать гостевого разгрома от амстердамцев со счётом 5:1. В своём первом сезоне за клуб Холсхёйсен забил 2 гола в 18 матчах чемпионата.
В середине 1983 года Джонни оказался в «Волендаме», чьим тренером тогда являлся бывший игрок «Аякса» Кор ван дер Харт. Дебют в новой команде для нападающего выдался не слишком удачным, хотя Холсхёйсен и отметился голом в ворота «Фейеноорда», но всё же его клуб проиграл дома со счётом 1:4. За два сезона Джонни провёл в чемпионате 56 матчей и забил 8 голов.
В настоящее время Холсхёйсен проживает в Амстердаме. Он женат, супругу зовут Нэнси, есть дочь — Келли. В городе Волендам у Джона есть своя небольшая компания по производству черепицы.